# Jaime Caycedo Turriago
Jaime Caycedo Turriago (Cali, 24 de septiembre de 1944) es un antropólogo y político colombiano. Fue Secretario General del Partido Comunista Colombiano desde 1994 hasta diciembre de 2022, fecha en que asume el cargo recién creado de presidente de la colectividad.

## Biografía
Nacido en Cali, estudió antropología en la Universidad Nacional de Colombia donde fue dirigente estudiantil en la década de 1970 vinculado a la Juventud Comunista Colombiana (JUCO) de la cual fue secretario general. Vinculado como profesor a la misma universidad, se desempeñó como activista de las luchas gremiales de los profesores. Vinculado al Partido Comunista Colombiano desde la década de 1980, fue impulsor de la Unión Patriótica, lo que le valió no pocas amenazas y atentados en su contra. Tras la muerte de Manuel Cepeda Vargas en 1994 fue elegido como secretario general del PCC.
Es columnista habitual del Semanario Voz y forma parte del Consejo Editorial de la revista Contexto Latinoamericano. Hizo parte de la dirección nacional del Polo Democrático Alternativo, en 2007 fue elegido concejal de Bogotá, en la lista del Polo Democrático con la segunda mejor votación de su partido y una de las más altas de la Ciudad. Ocuparía el puesto de concejal hasta el año 2011.
El primer pleno del Comité  Central (CC) del Partido Comunista Colombiano, reunido el 17 de noviembre de 2008, luego de concluidas las sesiones del XX Congreso Nacional, ratificó a Jaime Caycedo como Secretario General del Partido, ratificando así, el trabajo realizado desde que asumió dicho cargo, en 1994.
En el XXIII congreso del Partido Comunista Colombiano, Jaime Caycedo deja el cargo de Secretario General, siendo su sucesora Claudia Flórez Sepúlveda, quien se convertiría en la primera mujer en ocupar el cargo. En el congreso es creada la figura de presidente del partido, para el cual sería elegido.